# Lista över myndigheter inrättade av regeringen Persson
Detta är en lista över myndigheter som inrättades av regeringen Persson under tidsperioden från den 22 mars 1996 till den 6 oktober 2006.

## 1996
- Styrelsen för ackreditering och teknisk kontroll (1 april)
- Registernämnden (1 juli)
- Insättningsgarantinämnden (1 juli)

## 1997
- Skåne län (1 januari)
- Statens institut för särskilt utbildningsstöd (1 januari)
- Institutet för arbetsmarknadspolitisk utvärdering (1 januari)
- Delegationen för främjande av miljöanpassad teknik (1 mars)
- Rådet för ekologisk hållbarhet (1 mars)
- Nationella sekretariatet för genusforskning (15 mars)

## 1998
- Västra Götalands län (1 januari)
- Ekobrottsmyndigheten (1 januari)
- Svenska EU-programkontoret för utbildning och kompetensutveckling (1 januari)
- Delegationen för energiförsörjning i Sydsverige (15 mars)
- Integrationsverket (1 juni)
- Högskolan på Gotland (1 juli)
- Malmö högskola (1 juli)
- Ekonomistyrningsverket (1 juli)
- Statens energimyndighet (1 juli)
- Premiepensionsmyndigheten (1 juli)
- Bostadsdelegationen (1 juli)
- Allmänna Pensionsfonden: 6:e fondstyrelsen och 7:e fondstyrelsen (1 juli)

## 1999
- Statens kvalitets och kompetensråd (1 januari)
- Hjälpmedelsinstitutet (1 januari)
- Karlstads universitet (1 januari)
- Växjö universitet (1 januari)
- Statens museer för världskultur (1 januari)
- Centrum för kunskap om ekologisk hållbarhet (1 februari)
- Ombudsmannen mot diskriminering av sexuell läggning (1 maj)
- Nämnden mot diskriminering (1 maj)
- Steriliseringsersättningsnämnden (1 juli)
- Distansutbildningsmyndigheten (1 juli)
- Livsmedelsekonomiska institutet (1 juli)
- Moderna Museet (1 juli)
- Nationalmuseum med Prins Eugens Waldemarsudde (1 juli)
- Rikstrafiken (1 juli)
- Sekretariatet för forsknings- och utvecklingsinsatser i Öresundsregionen (15 augusti)

## 2000
- Krigsförsäkringsnämnden (1 januari)
- Internationella programkontoret för utbildningsområdet (1 januari)
- Svenska ESF-rådet (1 januari)
- Flygplatsnämnden (1 maj)
- Medlingsinstitutet (1 juni)
- Specialskolemyndigheten (1 juli)
- Ekeskolans resurscenter (1 juli)
- Åsbackaskolans resurscenter (1 juli)

## 2001
- Totalförsvarets forskningsinstitut (1 januari)
- Vetenskapsrådet (1 januari)
- Forskningsrådet för arbetsliv och socialvetenskap (1 januari)
- Forskningsrådet för miljö, areella näringar och samhällsbyggande (1 januari)
- Institutet för tillväxtpolitiska studier (1 januari)
- Arbetsmiljöverket (1 januari)
- Rådet för Europeiska Socialfonden i Sverige (1 januari)
- Verket för innovationssystem (1 januari)
- Verket för näringslivsutveckling (1 januari)
- Överklagandenämnden för studiestöd (1 maj)
- Expertgruppen för EU-frågor (1 juli)
- Statens folkhälsoinstitut (1 juli)
- Valmyndigheten (1 juli)
- Specialpedagogiska institutet (1 juli)
- Myndigheten för kvalificerad yrkesutbildning (1 oktober)

## 2002
- Nationellt centrum för flexibelt lärande (1 januari)
- Livsmedelsverket (1 februari)
- Myndigheten för Sveriges nätuniversitet (1 mars)
- Centrum för miljövetenskaplig forskning i Umeå (1 april)
- Krisberedskapsmyndigheten (1 juli)
- Statens bostadsnämnd (1 augusti)
- Folke Bernadotteakademien (23 september)
- Läkemedelsförmånsnämnden (1 oktober)

## 2003
- Statens beredning för medicinsk utvärdering (1 januari)
- Myndigheten för skolutveckling (1 mars)
- Skolverket (1 mars)
- Forum för levande historia (1 juni)

## 2004
- Nämnden för elektronisk förvaltning (1 januari)
- Skatteverket (1 januari)
- Valideringsdelegationen (1 januari)
- Centrala etikprövningsnämnden (1 januari)
- Regionala etikprövningsnämnder (1 januari)
- Djurskyddsmyndigheten (1 januari)
- Inspektionen för arbetslöshetsförsäkringen (1 januari)
- Bolagsverket (1 juli)
- Järnvägsstyrelsen (1 juli)

## 2005
- Åklagarmyndigheten (1 januari)
- Försäkringskassan (1 januari)
- Myndigheten för internationella adoptionsfrågor (1 januari)
- Mittuniversitetet (1 januari)
- Luftfartsstyrelsen (1 januari)

## 2006
- Verket för förvaltningsutveckling (1 januari)
- Kriminalvården (1 januari)
- Migrationsdomstolar (1 januari)
- Institutet för utvärdering av internationellt utvecklingssamarbete (1 januari)
- Myndigheten för handikappolitisk samordning (1 januari)
- Myndigheten för nätverk och samarbete inom högre utbildning (1 januari)
- Skogsstyrelsen (1 januari)
- Överklagandenämnden för nämndemannauppdrag (1 juli)
- Kronofogdemyndigheten (1 juli)
- Institutet för språk och folkminnen (1 juli)
- Svenska institutet för europapolitiska studier (1 augusti)